# Раян Гуска
Раян Гуска (англ. Ryan Huska; нар. 2 липня 1975) — колишній канадський професійний хокеїст та хокейний тренер. Наразі головний тренер команди НХЛ «Калгарі Флеймс».